# Spanish Harlem Incident
Spanish Harlem Incident – piosenka skomponowana przez Boba Dylana, nagrana przez niego w czerwcu 1964 r. i wydana na czwartym studyjnym albumie Another Side of Bob Dylan w sierpniu 1964 r.

## Historia i charakter utworu
Jest to jeden z wczesnych utworów Dylana poświęconych kobietom-muzom. W tym wypadku przyciąga narratora prostota, brak wykształcenia i dość egzotyczny sposób zachowania się dziewczyny. Jest to pociągające i ekscytujące, gdyż odrywa go od dotychczasowego środowiska kobiecego, z którym miał do czynienia; wykształconych i oczytanych kobiet ze średniej klasy, które zaglądały do Greenwich Village.
Piosenka ma zaledwie trzy zwrotki i jest jedną z najkrótszych w karierze Dylana, jednak jej poetycka strona jest na tak wysokim poziomie, że zebrała znakomite krytyki
.
Jest to jeden z tych utworów, które wykazują nowy typ poetyki Dylana, którą można by nazwać "impresjonistyczną". Język wiersza jest zmysłowy i okraszony językiem ulicy nowojorskiej. Rymy są niezwykle swobodne jak np. "pitch black" do "make my", ale odgrywają swoją rolę, dzięki rozwojowi Dylana jako poety. Poetyka tego utworu jest zapowiedzią stylu, który osiągnie apogeum na albumie Blonde on Blonde.
Dylan wykonał ten utwór na koncercie tylko raz.

## Wersje Dylana
- 31 października 1964 - koncert w "Philharmonic Hall" w Nowym Jorku. Koncertowy album.

## Dyskografia
- The Bootleg Series Vol. 6: Bob Dylan Live 1964, Concert at Philharmonic Hall (2004)

## Inne wersje
- Byrds - Mr. Tambourine Man (1965); Byrds Play Dylan (1980); Byrds (1990)
- Dino, Desi and Billy - Memories Are Made of This (1966)
- The Pozo Seco Singers - Shades of Yime (1968)
- Dion - Wonder Where I'm Bound (1969)
- Zimmermen - The Dungeon Tapes (1996)
- Chris Whitley - Perfect Day (2000)
- Chris Whitley na albumie różnych wykonawców May Your Song Always Be Sung: The Songs of Bob Dylan, Volume 3 (2003)